# 정성현 (1995년)
정성현(1995년 5월 20일 ~ )는 대한민국의 축구 선수로, 포지션은 공격수이다.